# ستان سبنسر
ستان سبنسر (بالإنجليزية: Stan Spencer)‏ هو لاعب كرة قاعدة أمريكي، ولد في 7 أغسطس 1968 في فانكوفر في الولايات المتحدة.

## وصلات خارجية
- ستان سبنسر على موقعبيزبول رفرنس.كوم (الدوري الرئيسي) (الإنجليزية)
- ستان سبنسر على موقعبيزبول رفرنس.كوم (الدوري الثانوي) (الإنجليزية)
- ستان سبنسر على موقع مشجعي الرسوم البيانية (الإنجليزية)